# منتخب إسرائيل لهوكي الجليد
منتخب إسرائيل الوطني لهوكي الجليد هو منتخب وطني يمثل إسرائيل في منافسات هوكي الجليد الدولية، بدأ منافساته في سنة 1992، نافس في بطولة العالم لهوكي الجليد 25 مرة، يحتل حالياً التصنيف الرابع والثلاثين على العالم.